# Mae Dahlberg
Mae Dahlberg, nome completo Charlotte Mae Dahlberg, a volte accreditata come Mae Laurel (Melbourne, 24 maggio 1888 – New York, 1969), è stata un'attrice australiana.

## Biografia
Star del Music-hall e del genere teatrale vaudeville, fu inoltre attrice in alcuni cortometraggi muti girati a Hollywood. Nel 1917 in California incontrò e formò un duo con l'attore Stan Laurel. Nello stesso anno apparve nel cortometraggio Nuts in May, conosciuto come il film di debutto sullo schermo di Stan Laurel (nei crediti del film come Stan Jefferson).
Mae Dahlberg fu spesso accreditata come Mae Laurel nei film che girò. Anche se Mae e Stan non furono mai sposati, come partner di lavoro, vissero assieme come marito e moglie dal 1919 al 1925. Mae mantenne lo stesso cognome (Laurel) che suggerì allo stesso Stan come nome d'arte.

## Filmografia

### Cinema
- Nuts in May, regia di Robin Williamson - cortometraggio (1917)
- Huns and Hyphens, regia di Larry Semon - cortometraggio (1918)
- Ridolini e la belva nera (Bears and Bad Men), regia di Larry Semon - cortometraggio (1918)
- Mud and Sand, regia di Gilbert Pratt - cortometraggio (1922)
- The Pest, regia di Gilbert M. Anderson - cortometraggio (1922)
- When Knights Were Cold, regia di Frank Fouce - cortometraggio (1923)
- Under Two Jags, regia di George Jeske - cortometraggio (1923)
- Frozen Hearts, regia di J.A. Howe - cortometraggio (1923)
- Gli sporcaccioni (The Soilers), regia di Ralph Ceder - cortometraggio (1923)
- Mother's Joy, regia di Ralph Ceder - cortometraggio (1923)
- Near Dublin, regia di Ralph Ceder - cortometraggio (1924)
- Rupert of Hee Haw, regia di Scott Pembroke - cortometraggio (1924)
- Wide Open Spaces, regia di George Jeske - cortometraggio (1924)